# Daniel Steiger
Daniel Steiger (Rickenbach, 21 augustus 1966) is een Zwitserse wielrenner. Hij was profrenner van 1989 tot en met 1993. Hij reed hoofdzakelijk voor Zwitserse en Italiaanse wielerteams. Hij werd tweede in het eindklassement van de Ronde van Zwitserland in 1989. In 1991 werd hij tweede na Laurent Dufaux op het Zwitsers Kampioenschap op de weg voor elite.

## Belangrijkste overwinningen
1988
- Proloog Circuit Franco-Belge

1989
- Trofeo dello Scalatore 1
- Trofeo dello Scalatore 3

1991
- Trofeo Matteotti

## Resultaten in voornaamste wedstrijden
| Jaar | Milaan-San Remo | Luik-Bast.‑Luik |  | WK op de weg |
| ---- | --------------- | --------------- |  | ------------ |
| 1990 |                 | 91e             |  |              |
| 1992 |                 |                 |  | 89e          |
| 1993 | 116e            |                 |  |              |